# كولاتينا
كولاتينا هي بلدية في البرازيل، تتبع إسبيريتو سانتو، بلغ عدد سكانها 111٬788  نسمة، في 2010، تبلغ مساحتها 1٬423٫277 كيلومتر مربع.

## الموقع
تشترك في الحدود مع:
- Pancas [الإنجليزية]‏.

## أعلام
- صموئيل لوبيز